# Georg Franz Ebenhech
Georg Franz Ebenhech, oppure Ebenhecht o Ebenhoch (Lodersleben, 1710 – Berlino, 21 febbraio 1757), è stato uno scultore e intagliatore tedesco.

## Biografia
Ebenhech fu uno scultore e un intagliatore in avorio attivo prevalentemente a Lipsia, a Potsdam e a Berlino.
Fu tra i collaboratori di F. B. Adam della decorazione del parco di San-Souci, dove si trovano, tra altre sue sculture minori, quattro suoi gruppi mitologici.
Lavorò anche all'interno del castello, lasciandovi numerosi esempi della sua arte, specialmente nelle decorazioni e nelle sculture della 'sala di marmo'.
Le sue opere maggiori sono, tuttavia, a Berlino, dove era stato chiamato da Federico II di Prussia e dove, nel 1751, fu accolto tra i membri onorari della Accademia.
Lasciò a Berlino numerose sculture e decorazioni nel Teatro dell'Opera e le statue dei dodici Apostoli nella chiesa cattolica considerate il suo capolavoro.
Fu anche un abile e raffinato intagliatore in avorio.
Molti dei suoi lavori sono conservati ed esposti nella biblioteca municipale di Lipsia.

## Opere

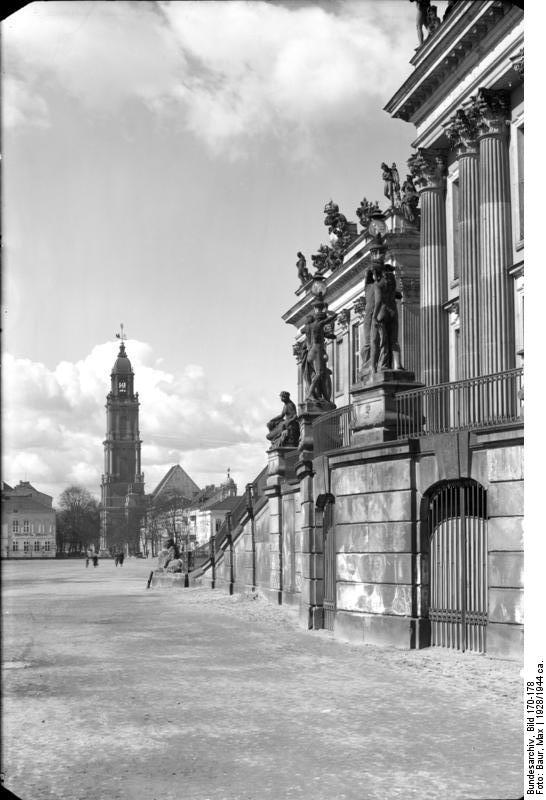
Due dei quattro gruppi di portalampada sulla "Scala verde" presso il Palazzo della città di Potsdam
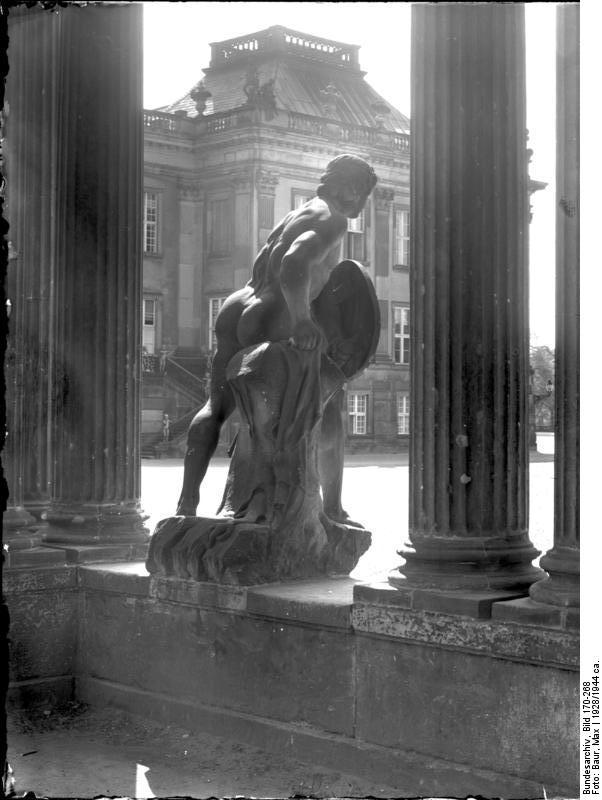
Fechter nell'ex colonnato del combattente al Palazzo della città di Potsdam
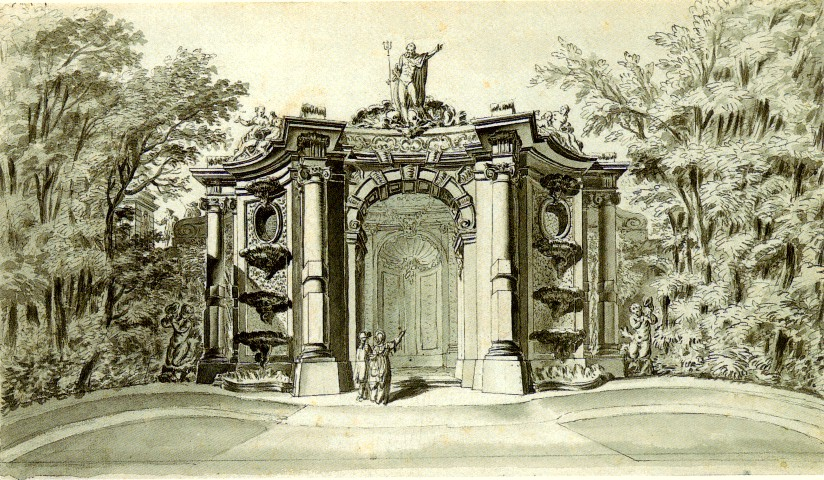
Nettuno e Naiadi con putti nella Grotta di Nettuno nel Parco Sanssouci, 1779
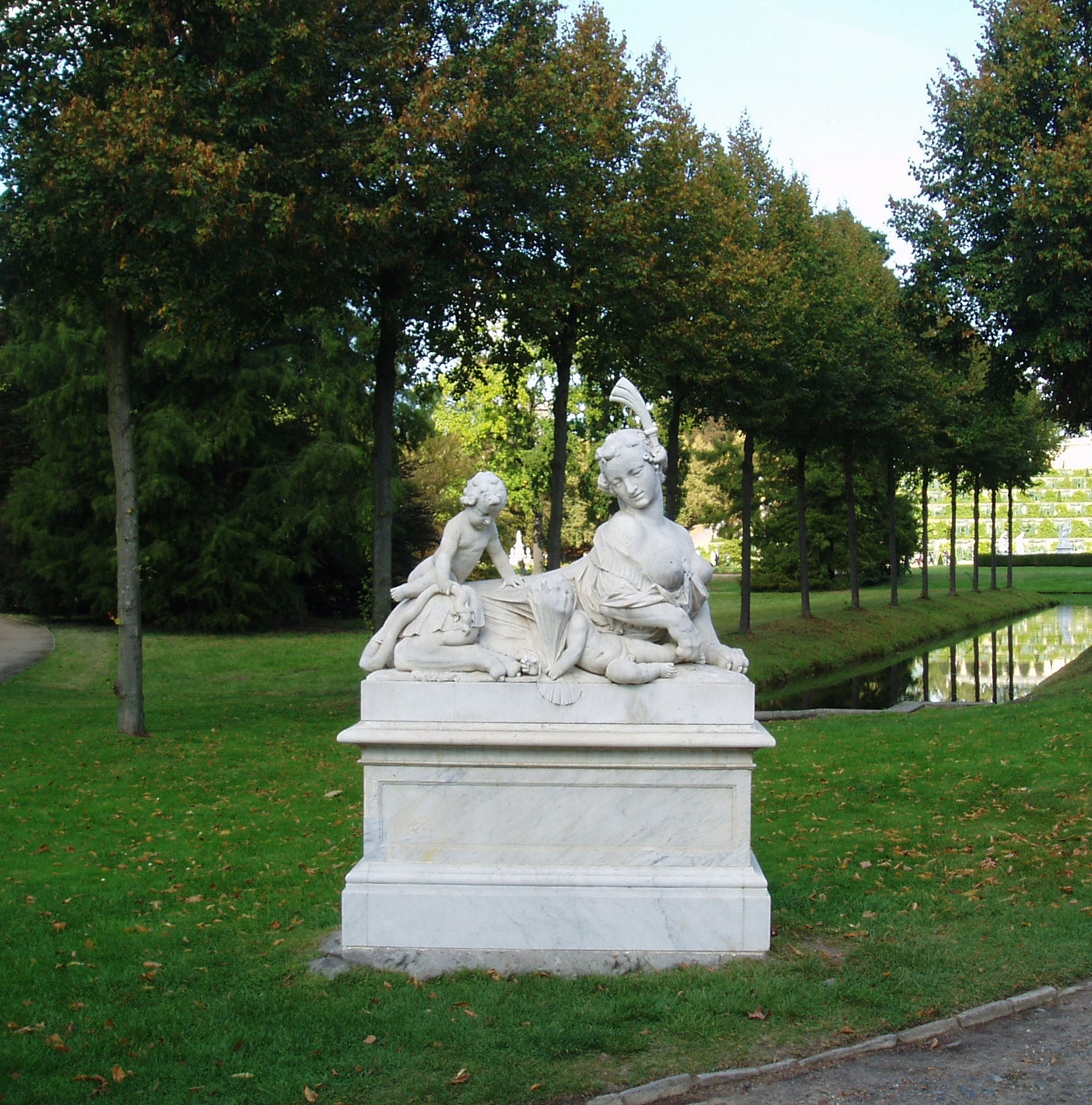
Sfinge di Westseite nel Parco di Sanssouci